# Gnolus limbatus
Gnolus limbatus är en spindelart som först beskrevs av Hercule Nicolet 1849.  Gnolus limbatus ingår i släktet Gnolus och familjen kaparspindlar. Inga underarter finns listade i Catalogue of Life.